# Ķurmrags
Ķurmrags är en udde i Lettland.   Den ligger i Limbaži kommun, i den centrala delen av landet, 70 km norr om huvudstaden Riga.